# Skarszewy (stacja kolejowa)
Skarszewy – stacja kolejowa w Skarszewach, w gminie Skarszewy, w powiecie starogardzkim, w województwie pomorskim.
Niegdyś stacja węzłowa, z której tory wychodziły w trzech kierunkach: Kościerzyna, Pszczółki i Starogard Gdański. Cały układ torowy został rozebrany w 2009 roku, a budynek stacyjny został poddany w latach 2017–2021 remontowi, co uratowało obiekt przed rozbiórką. W budynku umieszczono Klub „Senior +”.
Obecny budynek dworca jest drugim z kolei, pierwszy powstał w 1885, jednak z uwagi na rozbudowę węzła został on zastąpiony obecnym budynkiem. Na terenie dworca nakręcono trzeci odcinek serialu „Polskie drogi”.
Z zabytkowej architektury nie ocalała natomiast charakterystyczna wieża ciśnień, zniszczona przed 2013.